# Stazione di Cologne
Stazione di Cologne vasútállomás Olaszországban, Lombardia régióban, Cologne településen.

## Vasútvonalak
Az állomást az alábbi vasútvonalak érintik:
- Lecco–Brescia-vasútvonal

## Kapcsolódó állomások
A vasútállomáshoz az alábbi állomások vannak a legközelebb:
- Stazione di Palazzolo sull’Oglio
- Stazione di Coccaglio